# منبه بن بكر
أبو قَسِيُّ مُنبّه بن بكر بن هوازن جد جاهلي وبطن كبير وهو أبو ثقيف وتسمي قسي لقتله لأبو رغال فقيل قسا عليه فسمى قسياً وهذا غير صحيح ولم يثبت كون أبو رغال كان معاصرا لعام الفيل وقسي جد جاهلي وبينهما قرون كثيرة أي انه لم يعاصره. والأقرب انه سمي قسي كونه كان غليظاً قاسياً, قال شاعر ثقفي: نحن قسىّ وقسا أبونا.

## نسبه
نسب منبه إلى هوازن ولكن اختلف النساب في سرد نسبه في قولين هما:
- منبه بن بكر بن هوازن[10][4][11][12]

- منبه بن هوازن[8][13][14][15][16]

من أتفق في القول الأول ابن حزم وابن سعد والطبراني وابن الأثير وابن قانع وابن أبي عاصم وغيره ولكن ذكرنا أهمهم.
وأما القول الثاني فقال فيه ابن قتيبة ونشوان الحميري وجواد علي وشهاب الدين ابن فضل الله والأصمعي وغيره من العلماء ولكن ذكرنا أهمهم.

## أم منبه
- امه : مها بنت عوذ مناة بن يقدم بن دعمى بن إياد بن نزار بن معد بن عدنان[18]

## زوجته
- اميمة بنت سعد بن هذيل بن مدركة بن إلياس بن مضر بن نزار بن معد بن عدنان[19]

## إخوته
إذا كان منبه أبن مباشر لهوازن فإخوته هم :
- بكر
- حرب
- سبع

واذا كان أبن لبكر فإخوته هم :
- معاوية
- سعد
- زيد

## أولاده
- عمرو
- قسي
- قيس[20][21][22]

## تسمية ثقيف
وقبيلة ثقيف أشهر قبائل الجاهلية والإسلام فكان الكثير يعلم أن ثقيف جد القبيلة يدعى (قسي) فكيف تسمى ثقيف؟ في ذلك الموضوع أراء ولكن سبب الأشهر أنه :
أن اسمه قَسِيُّ بن منبِّه. وقَسِيٌّ: فعيل من القَسْوة، وذلك أنَّه قَتل رجلاً فقيل قَسَا عليه، وكان غليظاً قاسياً. وثقَيف: فَعِيل من قولهم: ثقِفْت الشَّيءَ أثقَفُه ثَقْفاً، إذا حَذَقْتَه وأحكمتَه. وكلُّ شيءٍ قوَّمتَه فقد ثقَّفته. ومنه تثقيف الرُّمح